# MKB-10 poglavlje XIV: Bolesti genitalno-urinarnog sustava

## (N00-N39) - Bolesti genitalno-urinarnog sustava: urinarni sustav

### (N00-N08) - Glomerulski poremećaji
- N00 Akutni nefritički sindrom
  - N00.0 Akutni nefritički sindrom

- N01 Brzoprogredirajući nefritički sindrom
  - N01.0 Brzoprogredirajući nefritički sindrom

- N02 Rekurirajuća i perzistentna hematurija
  - N02.0 Rekurirajuća i perzistentna hematurija

- N03 Kronični nefritički sindrom
  - N03.0 Kronični nefritički sindrom

- N04 Nefrotski sindrom
  - N04.0 Nefrotski sindrom

- N05 Nespecificirani nefritički sindrom
  - N05.0 Nespecificirani nefritički sindrom

- N06 Izolirana proteinurija sa specificiranim morfološkim oštećenjem
  - N06.0 Izolirana proteiurija sa specificiranim morfološkim oštećenjem

- N07 Nasljedna (hereditarna) nefropatija koja nije svrstana drugamo

- N08* Glomerulski poremećaji u bolestima svrstanim drugamo
  - N08.0* Glomerulski poremećaji u zaraznim i parazitarnim bolestima
  - N08.1* Glomerulski poremećaji u neoplastičnim bolestima
  - N08.2* Glomerulski poremećaji kod krvnih bolesti i poremećaja
  - N08.3* Glomerulski poremećaji u šećernoj bolesti (E10-E14 sa zajedničkom četvrtom znamenkom .2)
  - N08.4* Glomerulski poremećaji u drugim endokrinim, nutritivnim i metaboličkim bolestima
  - N08.5* Glomerulski poremećaji u bolestima sistemnoga vezivnog tkiva
  - N08.8* Glomerulski poremećaji u drugim bolestima svrstanima drugamo

### (N10-N16) - Bubrežne tubulointersticijske bolesti
- N10 Akutni tubulointersticijski nefritis
  - N10.0 Akutni tubulointersticijski nefritis

- N11 Kronični tubulointersticijski nefritis
  - N11.0 Neopstruktivni kronični pijelonefritis udružen s refluksom
  - N11.1 Kronični opstruktivni pijelonefritis
  - N11.8 Drugi kronični tubulointersticijski nefritis
  - N11.9 Kronični tubulointersticijski nefritis, nespecificirani

- N12 Tubulointersticijski nefritis, nespecificiran kao akutni ili kronični
  - N12.0 Tubulointrsticijski nefritis, nespecificiran kao akutni ili kronični

- N13 Opstruktivna i refluksna uropatija
  - N13.0 Hidronefroza s opstrukcijom uretero-pelvičnog spoja
  - N13.1 Hidronefroza sa suženjem uretera, nesvrstana drugamo
  - N13.2 Hidronefroza s bubrežnom ili ureterskom opstrukcijom (začepljenjem) zbog kamenca
  - N13.3 Druga i nespecificirana hidronefroza
  - N13.4 Hidroureter
  - N13.5 Presavinuće (kinking) i suženje uretera bez hidronefroze
  - N13.6 Pionefroza
  - N13.7 Uropatija udružena s vezikoureterskim refluksom
  - N13.8 Druga opstruktivna i refluksna uropatija
  - N13.9 Opstruktivna i refluksna uropatija, nespecificirana

- N14 Tubulointersticijska i tubulska stanja uzrokovana lijekovima i teškim metalima (kovinama)
  - N14.0 Analgezijska nefropatija
  - N14.1 Nefropatija uzrokovana drugim lijekovima, medikamentima i biološkim tvarima
  - N14.2 Nefropatija uzrokovana nespecificiranim lijekom, medikamentom ili biološkom tvari
  - N14.3 Nefropatija uzrokovana teškim kovinama
  - N14.4 Toksična nefropatija nesvrstana drugamo

- N15 Druge tubulointersticijske bolesti bubrega
  - N15.0 Balkanska endemska nefropatija (endemska nefropatija)
  - N15.1 Bubrežni i perinefritički apsces
  - N15.8 Druge specificirane tubulointersticijske bolesti bubrega
  - N15.9 Bubrežna tubulointersticijska bolest, nespecificirana bubrežna infekcija, BPO

- N16* Bubrežni tubulointersticijski poremaćaji u bolestima svrstanima drugamo
  - N16.0* Bubrežni tubulointersticijski poremećaji u zaraznim i parazitarnim bolestima, svrstanima drugamo
  - N16.1* Bubrežni tubulointersticijski poremećaji u neoplastičnim bolestima
  - N16.2* Bubrežni tubulointersticijski poremećaji u krvnim bolestima i poremećajima imunološkog mehanizma
  - N16.3* Bubrežni tubulointersticijski poremećaji u metaboličkim bolestima
  - N16.4* Bubrežni tubulointersticijski poremećaji u sistemnim poremećajima vezivnoga tkiva (kalogenoze)
  - N16.5* Bubrežni tubulointersticijski poremećaji u odbacivanju presatka (transplantata) (T86.-)
  - N16.8* Bubrežni tubulointersticijski poremećaji u drugim bolestima svrstanima drugamo

### (N17-N19) - Bubrežno zatajenje
- N17 Akutno bubrežno zatajenje (akutna bubrežna insuficijencija)
  - N17.0 Akutno bubrežno zatajenje s tubulskom nekrozom
  - N17.1 Akutno bubrežno zatajenje s akutnom kortikalnom nekrozom
  - N17.2 Akutno bubrežno zatajenje s medularnom nekrozom
  - N17.8 Drugo akutno bubrežno zatajenje
  - N17.9 Akutno bubrežno zatajenje, nespecificirano

- N18 Kronično bubrežno zatajenje (insuficijencija)
  - N18.0 Terminalna (end-stage) bubrežna bolest
  - N18.8 Drugo kronično bubrežno zatajenje
  - N18.9 Kronično bubrežno zatajenje, nespecificirano

- N19 Nespecificirano bubrežno zatajenje

### (N20-N23) - Urolitijaza
- N20 Kamenac bubrega i uretera
  - N20.0 Kamenac u bubregu
  - N20.1 Kamenac u ureteru (mokraćovodu)
  - N20.2 Bubrežni kamenac s kamencem utetera
  - N20.9 Mokraćni kamenac, nespecificirano

- N21 Kamenac donjega mokraćnog sustava
  - N21.0 Kamenac u mjehuru
  - N21.1 Kamenac u mokraćnoj cijevi (uretri)
  - N21.8 Kamenac ostalih dijelova donjega mokraćnoga sustava
  - N21.9 Kamenac donjih mokraćnih putova, nespecificiran

- N22* Kamenac mokraćnog puta (sustava) u bolestima svrstanima drugamo
  - N22.0* Mokraćni kamenac u shistosomijazi (bilharciozi) (B65.-)
  - N22.8* Kamenac mokraćnoga sustava u drugim bolestima svrstanima drugamo

- N23 Nespecificirane bubrežne kolike
  - N23.0 Nespecificirane bubrežne kolike

### (N25-N29) - Drugi poremećaji bubrega i uretere
- N25 Poremećaji zbog oštećenja funkcije bubrežnih tubula
  - N25.0 Bubrežna osteodistrofija
  - N25.1 Nefrogeni dijabetes insipidus
  - N25.8 Drugi poremećaji nastali zbog oštećene funkcije bubrežnih tubula
  - N25.9 Poremećaj nastao zbog oštećenja tubularne funkcije, nespecificiran

- N26 Nespecificiran skvrčeni bubreg
  - N26.0 Nespecificiran skvrčeni bubreg

- N27 Maleni bubreg nepoznata uzroka
  - N27.0 Maleni bubreg, jednostrano
  - N27.1 Maleni bubreg obostrano
  - N27.9 Maleni bubreg, nespecificirano

- N28 Drugi poremećaji bubrega i uretera, nesvrstani drugamo
  - N28.0 Ishemija i infarkt bubrega
  - N28.1 Bubrežna cista, stečena
  - N28.8 Drugi specificirani poremećaji bubrega i uretera
  - N28.9 Poremećaji bubrega i uretera, nespecificirani

- N29* Ostali poremećaji bubrega i uretera u bolestima svrstanima drugamo
  - N29.0* Kasni sifilis bubrega (A52.7)
  - N29.1* Drugi poremećaji bubrega i uretera u zaraznim i parazitarnim bolestima svrstanima drugamo
  - N29.8* Drugi poremećaji bubrega i uretera u drugim bolestima svrstanima drugamo

### (N30-N39) - Drugi poremećaji urinarnog sustava
- N30 Upala mokraćnog mjehura (cistitis)
  - N30.0 Akutni cistitis
  - N30.1 Intersticijski cistitis (kronični)
  - N30.2 Drugi kronični cistitis
  - N30.3 Trigonitis
  - N30.4 Iradijacijski cistitis
  - N30.8 Drugi cistitis
  - N30.9 Cistitis, nespecificiran

- N31 Neuromuskularna disfunkcija mokraćnoga mjehura, nesvrstana drugamo
  - N31.0 Neinhibirani neuropatski (neurogeni) mjehur, nesvrstan drugamo
  - N31.1 Refleksni neuropatski mjehur, nesvrstan drugamo
  - N31.2 Flakcidni (mlohavi) neuropatski mjehur nesvrstan drugamo
  - N31.8 Druga neuromuskularna disfunkcija mjehura
  - N31.9 Neuromusklarna disfunkcija mjehura, nepsecificirana

- N32 Drugi poremećaji mokraćnoga mjehura
  - N32.0 Opstrukcija vrata mjehura
  - N32.1 Vezikointestinalna fistula
  - N32.2 Vezikalna fistula, nesvrstana drugamo
  - N32.3 Divertikul mjehura
  - N32.4 Ruptura (razdor) mjehura, netraumatska
  - N32.8 Drugi specificirani poremećaji mjehura
  - N32.9 Poremećaj mjehura, nespecificiran

- N33 Poremećaji mjehura u bolestima svrstanima drugamo
  - N33.0* Tuberkulozni cistitis (A18.1)
  - N33.8* Poremećaji mjehura u drugim bolestima svrstanima drugamo

- N34 Uretritis i uretralni sindrom
  - N34.0 Uretralni apsces (apsces uretre)
  - N34.1 Nespecifični uretritis
  - N34.2 Drugi uretritis
  - N34.3 Uretralni sindrom, nespecificiran

- N35 Striktura (suženje) uretre
  - N35.0 Posttraumatska uretralna striktura (suženje)
  - N35.1 Postinfektivno suženje uretre, nesvrstano drugamo
  - N35.8 Druga uretralna striktura
  - N35.9 Uretralna striktura, nespecificirana

- N36 Drugi poremećaji uretre
  - N36.0 Uretralna fistula (fistula mokraćne cijevi)
  - N36.1 Uretralni divertikul
  - N36.2 Uretralni karunkul
  - N36.3 Prolabirana uretralna sluznica
  - N36.8 Drugi specificirani poremećaji uretre
  - N36.9 Poremećaj uretre, nespecificiran

- N37* Uretralni poremećaji u bolestima svrstanima drugamo
  - N37.0 Uretritis u bolestima svrstanima drugamo
  - N37.8* Drugi uretralni poremećaji u bolestima svrstanima drugamo

- N39 Drugi poremećaji urinarnog sustava
  - N39.0 Infekcija urinarnoga trakta, lokacija neoznačena
  - N39.1 Perzistirajuća proteinurija, nespecificirana
  - N39.2 Ortostatska proteinurija nespecificirana
  - N39.3 Stresna inkontinencija
  - N39.4 Druga specificirana urinarna inkontinencija
  - N39.8 Drugi specificirani poremećaji mokraćnog sustava
  - N39.9 Poremećaj mokraćnog sustava, nespecificiran

## (N40-N99) - Bolesti genitalno-urinarnog sustava: zdjelica, spolni organi i dojke

### (N40-N51) - Bolesti muškog spolnog organa
- N40 Hiperplazija prostate
  - N40.0 Hiperplazija prostate

- N41 Upalne bolesti prostate
  - N41.0 Akutni prostatitis
  - N41.1 Kronični prostatitis
  - N41.2 Apsces prostate
  - N41.3 Prostatocistitis
  - N41.8 Druge upalne bolesti prostate
  - N41.9 Upalna bolest prostate, nespecificirana

- N42 Drugi poremećaji prostate
  - N42.0 Kamenac prostate
  - N42.1 Kongestija i hemoragija prostate
  - N42.2 Atrofija prostate
  - N42.8 Drugi specificirani poremećaji prostate
  - N42.9 Poremećaj prostate, nespecificiran

- N43 Hidrokela i spermatokela
  - N43.0 Cistična hidrokela
  - N43.1 Inficirana hidrokela
  - N43.2 Druga hidrokela
  - N43.3 Hidrokela, nespecificirana
  - N43.4 Spermatokela

- N44 Torzija testisa
  - N44.0 Torzija testisa

- N45 Orhitis i epididimitis
  - N45.0 Orhitis, epididimitis i epididimoorhitis s apscesom
  - N45.9 Orhitis, epididimitis i epididimoorhitis bez apscesa

- N46 Muška neplodnost
  - N46.0 Muška neplodost

- N47 Prevelik prepucij, fimoza i parafimoza
  - N47.0 Prevelik prepucij, fimoza i parafimoza

- N48 Drugi poremećaji penisa
  - N48.0 Leukoplakija penisa
  - N48.1 Balanopostitis
  - N48.2 Drugi upalni poremećaji penisa
  - N48.3 Prijapizam
  - N48.4 Impotencija organskog podrijetla
  - N48.5 Ulkus penisa (ulcer) (čir)
  - N48.6 Balanitis xerotica obliterans
  - N48.8 Drugi specificirani poremećaji penisa
  - N48.9 Poremećaj penisa, nespecificiran

- N49 Upalni poremećaji muških spolnih organa, nesvrstani drugamo
  - N49.0 Upalni poremećaji sjemene vrećice (vezikule seminalis)
  - N49.1 Upalni poremećaji sjemenovoda, tunike vaginalis i vasa deferensa
  - N49.2 Upalni poremećaji skrotuma
  - N49.8 Upalni poremećaji drugih specificiranih muških genitalnih organa
  - N49.9 Upalni poremećaji nespecificiranoga muškoga spolnog organa

- N50 Drugi poremećaji muških spolnih organa
  - N50.0 Atrofija testisa
  - N50.1 Vaskularni poremećai muških splnih organa
  - N50.8 Drugi specificirani poremećaji muških spolnih organa
  - N50.9 Poremećaji muških splnih organa, nespecificirani

- N51* Poremećaji muških genitalnih organa u bolestima svrstanima drugamo
  - N51.0* Poremećaji prostate u bolestima svrstanima drugamo
  - N51.1* Poremećaji testisa i epididimisa u bolestima svrstanima drugamo
  - N51.2* Balanitis u bolestima svrstanima drugamo
  - N51.8* Drugi poremećaji muških spolnih organa u bolestima svrstanima drugamo

### (N60-N64) - Poremećaji dojke
- N60 Benigna (doboročudna) displazija dojke
  - N60.0 Solitarna cista dojke
  - N60.1 Difuzna cistična mastopatija
  - N60.2 Fibroadenoza dojke
  - N60.3 Fibroskleroza dojke
  - N60.4 Ektazija (proširenje) mamornog sukusa
  - N60.8 Druge benigne displazije dojke
  - N60.9 Benigna displazija dojke, nespecificirana

- N61 Upalni poremećaji dojke

- N62 Hipertrofija dojke
  - N62.0 Hipertrofija dojke

- N63 Nespecificirana kvrga u dojci
  - N63.0 Nespecificirana kvrga u dojci

- N64 Drugi poremećaji dojke
  - N64.0 Fisura i fistula bradavice
  - N64.1 Masna nekroza dojke
  - N64.2 Atrofija dojke
  - N64.3 Galaktoreja nepovezana s porođajem
  - N64.4 Mastodinija (bolne dojke)
  - N64.5 Ostali znakovi i simptomi na dojkama
  - N64.8 Drugi specificirani poremećaji dojki
  - N64.9 Poremećaj dojke, nespecificiran

### (N70-N77) - Upalni poremećaji zdjelice žena
- N70 Salpingitis i ooforitis (oophoritis)
  - N70.0 Akutni salpingitis i ooforitis
  - N70.1 Kronični salpingitis i ooforitis
  - N70.9 Salpigitis i ooforitis, nespecificiran

- N71 Upala maternice, osim vrata (cerviksa)
  - N71.0 Akutna upala maternice
  - N71.1 Kronična upala maternice
  - N71.9 Upala maternice, nespecificirana

- N72 Upale vrata maternice
  - N72.0 Upale vrata maternice

- N73 Druge zdjelične upale u žena
  - N73.0 Akutni parametritis i zdjelični celulitis
  - N73.1 Kronični parametritis i celulitis zdjelice
  - N73.2 Nespecificirani parametritis i zdjelični celulitis
  - N73.3 Akutni zdjelični peritonitis
  - N73.4 Kronični zdjelični peritonitis
  - N73.5 Zdjelični peritonitis, nespecificiran
  - N73.6 Zdjelične peritonealne priraslice (adhezije) u žena
  - N73.8 Druge specificirane ženske pelvične upalne bolesti
  - N73.9 Zdjelična upalna bolest žena, nespecificirana

- N74* Upalni poremećaji zdjelice žena u bolestima svrstanima drugamo
  - N74.0* Tuberkulozna infekcija vrata maternice (A18.1)
  - N74.1* Tuberkulozna zdjelična upala u žene (A18.1)
  - N74.2* Sifilitična zdjelična upala u žene (A51.4, A52.7)
  - N74.3* Gonokokna zdjelična upala u žene (A54.2)
  - N74.4* Klamidijska zdjelična upala u žene (A56.1)
  - N74.8* Zdjelični upalni poremećaji žene u drugim bolestima svrstanima drugamo

- N75 Bolesti Bartholinove žlijezde
  - N75.0 Cista Bartholinove žlijezde
  - N75.1 Apsces Bartholinove žlijezde
  - N75.8 Druge bolesti glandule Bartholini
  - N75.9 Bolest Bartholinove žlijezde, nespecificirana

- N76 Druga upala rodnice (vagine) i vulve (stidnice)
  - N76.0 Akutni vaginitis (akutna upala rodnice)
  - N76.1 Subakutni i kronični vaginitis
  - N76.2 Akutni vulvitis (akutna upala stidnice)
  - N76.3 Subakutni i kronični vulvitis
  - N76.4 Apsces vulve
  - N76.5 Ulceracija vagine
  - N76.6 Ulceracija vulve
  - N76.8 Druga specificirana upala vagine i vulve

- N77* Vulvovaginalna ulceracija i upala u bolestima svrstanima drugamo
  - N77.0* Ulceracija vulve u infektivnim i parazitarnim bolestima svrstanima drugamo
  - N77.1* Vaginitis, vulvitis i vulvovaginitis u infektivnim i parazitarnim bolestima svrstanima drugamo
  - N77.8* Vulvovaginalna ulceracija i upala u drugim bolestima svrstanima drugamo

### (N80-N98) - Neupalni poremećaji ženskoga spolnog sustava
- N80 Endometrioza
  - N80.0 Endometrioza maternice
  - N80.1 Endemetrioza ovarija
  - N80.2 Endometrioza tube uterine
  - N80.3 Endometrioza pelvičnog peritoneuma
  - N80.4 Endometrioza rektovaginalnog septuma i vagine
  - N80.5 Endometrioza crijeva
  - N80.6 Endometrioza kožnog ožiljka
  - N80.8 Druga endometrioza
  - N80.9 Endometrioza, nespecificirana

- N81 Prolaps ženskih genitala
  - N81.0 Uretrokela žene
  - N81.1 Cistokela
  - N81.2 Nepotpuni uterovaginalni prolaps
  - N81.3 Potpuni uterovaginalni prolaps
  - N81.4 Uterovaginalni prolaps, nespecificiran
  - N81.5 Vaginalna enterokela
  - N81.6 Rektokela
  - N81.8 Drugi prolaps ženskih genitala
  - N81.9 Prolaps ženskih genitala, nespecificiran

- N82 Fistule koje zahvaćaju ženski spolni sustav
  - N82.0 Vezikovaginalna fistula
  - N82.1 Druge fistule ženskog genitourinarnog sustava
  - N82.2 Fistula između rodnice i tankog crijeva
  - N82.3 Fistula između rodnice i debeloga crijeva
  - N82.4 Druge fistule ženskoga intestinalno-genitalnoga sustava
  - N82.5 Fistule između ženskog spolnog sustava i kože
  - N82.8 Druge fistule ženskoga spolnog sustava
  - N82.9 Fistula ženskoga spolnog sustava, nespecificirana

- N83 Neupalni poremećaji ovarija, jajovoda i širokog ligamenta
  - N83.0 Folikularna cista jajnika
  - N83.1 Cista žutog tijela (corpus luteum)
  - N83.2 Druge i nespecificirane ovarijske ciste
  - N83.3 Stečena atrofija jajnika i jajovoda (Falopijeve tube)
  - N83.4 Prolaps i hernija jajnika i jajovoda
  - N83.5 Torzija jajnika,"peteljke" jajnika i jajovoda
  - N83.6 Haematosalpinx
  - N83.7 Hematom širokog ligamenta (ligamentum latum)
  - N83.8 Drugi neupalni poremećaji jajnika, jajovoda i širokog ligamenta
  - N83.9 Neupalni poremećaji jajnika, jajovoda i širokog ligamenta, nespecificirani

- N84 Polip ženskoga spolnog sustava
  - N84.0 Polip tijela maternice
  - N84.1 Polip vrata maternice
  - N84.2 Polip rodnice
  - N84.3 Polip vulve
  - N84.8 Polip drugih dijelova ženskog spolnog sustava
  - N84.9 Polip ženskog spolnog sustava, nespecificiran

- N85 Drugi neupalni poremećaji maternice, izuzevši vrat
  - N85.0 Glandularna hiperplazija endometrija
  - N85.1 Adenomatozna hiperplazija endometrija
  - N85.2 Hipertrofija uterusa
  - N85.3 Subinvolucija maternice
  - N85.4 Malpozicija maternice
  - N85.5 Inverzija maternice
  - N85.6 Intrauterine sinehije (srasline)
  - N85.7 Hematometra
  - N85.8 Drugi specificirani neupalni poremećaji maternice
  - N85.9 Neupalni poremećaj maternice, nespecificiran

- N86 Erozija i ektropija vrata maternice
  - N86.0 Erozija i ektropija vrata maternice

- N87 Displazija vrata maternice
  - N87.0 Blaga cervikalna displazija
  - N87.1 Umjerena cervikalna displazija
  - N87.2 Teška cervikalna displazija nesvrstana drugamo
  - N87.9 Displazija vrata maternice, nespecificirana

- N88 Drugi neupalni poremećaji vrata maternice
  - N88.0 Leukoplakija vrata maternice
  - N88.1 Stara laceracija vrata maternice
  - N88.2 Striktura i stenoza vrata maternice
  - N88.3 Insuficijencija vrata maternice
  - N88.4 Hipertrofično izduženje vrata maternice
  - N88.8 Drugi specificirani neupalni poremećaji vrata maternice
  - N88.9 Neupalni poremećaj vrata maternice, nespecificiran

- N89 Drugi neupalni poremećaji rodnice
  - N89.0 Blaga (laka) vaginalna displazija
  - N89.1 Umjerena vaginalna displazija
  - N89.2 Teška vaginalna displazija, nesvrstana drugamo
  - N89.3 Displazija vagine, nespecificirana
  - N89.4 Leukoplakija vagine
  - N89.5 Striktura i atrezija vagine
  - N89.6 Himenski prsten, čvrst
  - N89.7 Hematokolpos (haematocolpos)
  - N89.8 Drugi specificirani neupalni poremećaji rodnice
  - N89.9 Neupalni poremećaj rodnice, nespecificiran

- N90 Drugi neupalni poremećaji vulve i perineuma (stidnice i međice)
  - N90.0 Blaga (laka vulvarna displazija)
  - N90.1 Umjerena vulvarna displazija
  - N90.2 Teška vulvarna displazija, nespecificirana drugdje
  - N90.3 Displazija vulve, nespecificirana
  - N90.4 Leukoplakija vulve
  - N90.5 Atrofija vulve
  - N90.6 Hipertrofija vulve
  - N90.7 Vulvarna cista
  - N90.8 Drugi nespecificirani neupalni poremećaji vulve i perineuma
  - N90.9 Neupalni poremećaj vulve i perineuma,nespecificiran

- N91 Izostala, oskudna i rijetka menstruacija
  - N91.0 Primarna amenoreja
  - N91.1 Sekundarna amenoreja
  - N91.2 Amenoreja, nespecificirana
  - N91.3 Primarna oligomenoreja
  - N91.4 Sekundarna oligomenoreja
  - N91.5 Oligomenoreja, nespecificirana

- N92 Prekomjerna, učestala i nepravilna menstruacija
  - N92.0 Prekomjerna i učestala menstruacija s pravilnim (regularnim) ciklusom
  - N92.1 Prekomjerna i učestala menstruacija s nepravilnim ciklusom
  - N92.2 Prekomjerna menstruacija u pubertetu
  - N92.3 Ovulacijsko krvarenje
  - N92.4 Prekomjerno krvarenje u doba predmenopauze
  - N92.5 Druga specificirana iregularna (neredovita) menstruacija
  - N92.6 Neregularna menstruacija, nespecificirana

- N93 Drugo nenormalno maternično i vaginalno krvarenje
  - N93.0 Postkoitalno i kontaktno krvarenje
  - N93.8 Drugo specificirano nenormalno maternično i vaginalno krvarenje
  - N93.9 Nenormalno maternično i vaginalno krvarenje, nespecificirano

- N94 Bol i druga stanja povezana sa ženskim spolnim organima i menstruacijskim ciklusom
  - N94.0 Intermenstruacijska bol
  - N94.1 Dispareunija
  - N94.2 Vaginizam
  - N94.3 Sindrom premenstrualne napetosti
  - N94.4 Primarna dismenoreja
  - N94.5 Sekundarna dismenoreja
  - N94.6 Dismenoreja, nespecificirana
  - N94.8 Druga nespecificirana stanja povezana sa ženskim spolnim organima i menstruacijskim ciklusom
  - N94.9 Nespecificirano stanje u vezi sa ženskim spolnim organima i menstruacijskim ciklusom

- N95 Menopauzalni i drugi perimenopauzalni poremećaji
  - N95.0 Postmenopauzalno krvarenje
  - N95.1 Menopauzalna i druga ženska klimakterična stanja
  - N95.2 Postmenopauzalni atrofični vaginitis
  - N95.3 Stanja povezana s artificijalnom menopauzom
  - N95.8 Drugi specificirani menopauzalni i perimenopauzalni poremećaji
  - N95.9 Poremećaj u menopauzi i postmenopauzi, nespecificiran

- N96 Pobačaj, habitualni
  - N96.0 Pobačaj habitualni

- N97 Neplodnost ženska
  - N97.0 Neplodnost povezana s anovulacijom (izostankom ovulacije)
  - N97.1 Neplodnost tubarnog podrijetla
  - N97.2 Neplodnost materničnog podrijetla
  - N97.3 Neplodnost cervikalnog podrijetla
  - N97.4 Neplodnost žene povezana s muškim čimbenicima
  - N97.8 Neplodnost žene drugog podrijetla
  - N97.9 Neplodnost žene, nespecificirana

- N98 Komplikacije povezane s umjetnom oplodnjom
  - N98.0 Infekcija povezana s umjetnom oplodnjom
  - N98.1 Hiperstimulacija ovarija
  - N98.2 Komplikacije pri uvođenju oplođenog jajašca nakon oplodnje in vitro
  - N98.3 Komplikacije uvođenja embrija kod prijenosa embrija
  - N98.8 Druge komplikacije povezane s umjetnom oplodnjom
  - N98.9 Komplikacija povezana s umjetnom oplodnjom, nespecificirana

### (N99) - Drugi poremećaji genitourinarnog sustava
- N99 Poremećaji genitourinarnog sustava nakon postupaka (operacija) nesvrstani drugamo
  - N99.0 Postoperativno zatajenje bubrega
  - N99.1 Postoperativna striktura uretre
  - N99.2 Postoperativne adhezije rodnice
  - N99.3 Prolaps vaginalnog svoda nakon histerektomije
  - N99.4 Postoperativne zdjelične peritonealne priraslice (adhezije)
  - N99.5 Oštećena funkcija vanjskog ušća urinarnoga sustava
  - N99.8 Drugi postoperativni poremećaji genitourinarnog sustava
  - N99.9 Postoperativni poremećaji genitourinarnog sustava, nespecificirani

## Vanjske poveznice
- MKB-10 N00-N99 2007. - WHO[neaktivna poveznica]